# Carlos Manuel Piedra
Carlos Manuel Piedra Piedra (Havana, 1895 - Havana, 31 de julho de 1988) foi um advogado e político cubano.
Ocupou a presidência de Cuba por um único dia (2 de janeiro de 1959) durante a transição de poder entre Fulgencio Batista e o líder revolucionário Fidel Castro na Revolução Cubana. Piedra foi nomeado presidente provisório por uma junta liderada por Eulogio Cantillo de acordo com a constituição cubana de 1940. Piedra anteriormente tinha sido o juiz mais velho do Supremo Tribunal Federal. A nomeação de Piedra foi recebida com a oposição de Castro, que acreditava que Manuel Urrutia deveria ser nomeado.
Foi casado com María Luisa Martínez Díaz e teve duas filhas, Ísis e Flavia Piedra Martínez.